# پس‌انداز منفی
اگر هزینه بیشتر از درآمد قابل تصرف باشد، پس‌انداز منفی اتفاق می‌افتد. این هزینه توسط پس‌اندازهای موجود مانند سپرده حساب پس‌انداز یا وام پوشش داده می‌شود.
گزارش شده‌است که برای خانواده‌های دارای الگوی درآمد و هزینه عادی در دوران رکود دهه ۱۹۳۰ پس‌انداز منفی واکنشی رایج در برابر کسری بود.
بنابر  فرضیه چرخه پس‌انداز که توسط  اندو و مودیلیانی مطرح شده‌است، افراد هنگام جوانی کار و پس‌انداز می‌کنند و با افزایش سن و فرارسیدن بازنشستگی پس‌انداز خود را خرج می‌کنند.
هایاشی، آندو و فریس حول این موضوع که آیا سالخوردگان پس‌انداز خود را افزایش می‌دهند یا کاهش تحقیق کردند و دریافتند که در ایالات متحده به‌طور متوسط خانواده‌ها پس از بازنشستگی حدود یک سوم از حداکثر ثروت خود را تا زمان مرگ خرج کرده و مابقی (عمدتاً خانه‌هایشان) را به ارث می‌گذارند. در مقابل، آنها دریافتند که در ژاپن، سالخوردگانی که تشکیل خانواده می‌دهند و سالخوردگانی که با کودکان زندگی می‌کنند به پس‌انداز کردن ادامه می‌دهند. برای افراد بالای ۸۰ سال و همچنین سالخوردگان مجرد در تمامی سنین، الگوهای پس‌انداز منفی بدیهی بود.
مشاهدات بعدی که توسط Horioka ارائه شد فرضیه چرخه پس‌انداز را در ژاپن تقویت می‌کند.